# 六月节
六月节（英語：Juneteenth），也被称作六月独立日、自由日或解放黑奴紀念日，是美国的一个联邦节日，庆祝在美国被奴役的非裔美国人获得解放。于6月19日举行庆祝活动，其對應的英文字是「六月」（June）和「第十九」（Nineteenth）的混成词。这个节日始于德州黑人社区纪念1865年6月19日联邦将军戈登·格兰杰（Gordon Granger）率军进抵德州加爾維斯敦，终结该州的奴隶制。2021年被确定为美国第11个联邦假日。
六月节的庆祝传统主要包括一起阅读《解放黑人奴隶宣言》，吟唱传统歌曲《轻摇，可爱的马车》以及《眾生揚聲歌頌》，阅读拉尔夫·艾里森和马娅·安杰卢等非裔美国作家的作品。 庆典活动包括游行、马术竞赛、街头集会、野炊郊游、家庭聚会、公园聚会、重现历史以及六月节选美比赛等。

## 历史

### 德州奴隶制的终结

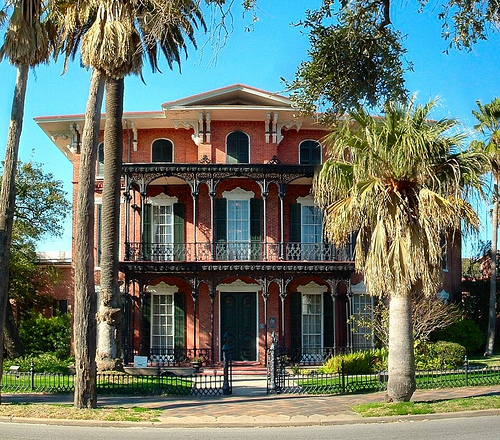
图为阿斯顿维拉的前阳台，1865年6月19日第三号将军令在此宣读

在美国内战期间，总统亚伯拉罕·林肯在1862年9月22日颁布了《解放黑人奴隶宣言》，并于1863年1月1日名义上开始生效，但此时南方蓄奴州并不归联邦政府管辖。该宣言宣布释放在叛乱的美利坚联盟国内的所有奴隶或者不属于美利坚联盟的奴隶（这就不包括被占领的田纳西州、弗吉尼亚州和较小的路易斯安那州）。它同时宣布联盟可招募之前的奴隶和自由的黑人加入军队，此次招募开始于1863年的春天。奴隶们常常逃到联盟战线上去寻求保护，而且许多人都开始在军队服役。在一些区域，“违禁品”营地被改造成房子，供自由人暂时居住，也有部分被改造为学校，同时还为成年人提供工作。林肯敦促留在联盟内的边境州，根据逐步废除奴隶制度和补偿制度的条款，释放奴隶，但是没有人这样做。这些奴隶直到战争结束才被解放。
即使奴隶获得了自由，这也是一个艰难的时代。违禁品营地十分拥挤，卫生条件很差，大多数的军事营也是如此。因此双方很多士兵都死于疾病而非战争所受的伤害，由于战争导致的社会混乱和普遍的恶劣条件，从1862到1870年，很多之前的奴隶都死于疾病，包括天花传染病。
由于在地理位置上的独立性，德州没有成为战场。当地的奴隶除了逃跑外，都没有受到奴隶解放宣言的影响。 种植园主和其他奴隶主从东部各州移民到德州来逃避战争，许多人带着他们的奴隶财产一起逃走，到美国内战结束时德州的奴隶数量剧增。
到1865年，德州约有25万奴隶。从1865年4月开始，南方的主要军队逐渐投降。由于战争结束的消息传播缓慢，直到1865年6月才传到德州，密西西比的军队直到6月2号才投降。1865年6月18日，联邦将军戈登·格兰杰抵达加尔维斯顿岛，2000联邦军代表联邦政府占领了德州。6月19日，站在加尔维斯顿的阿什顿维拉家的阳台上，格兰杰大声朗读了“第三号将军令”，宣布了奴隶的完全解放。

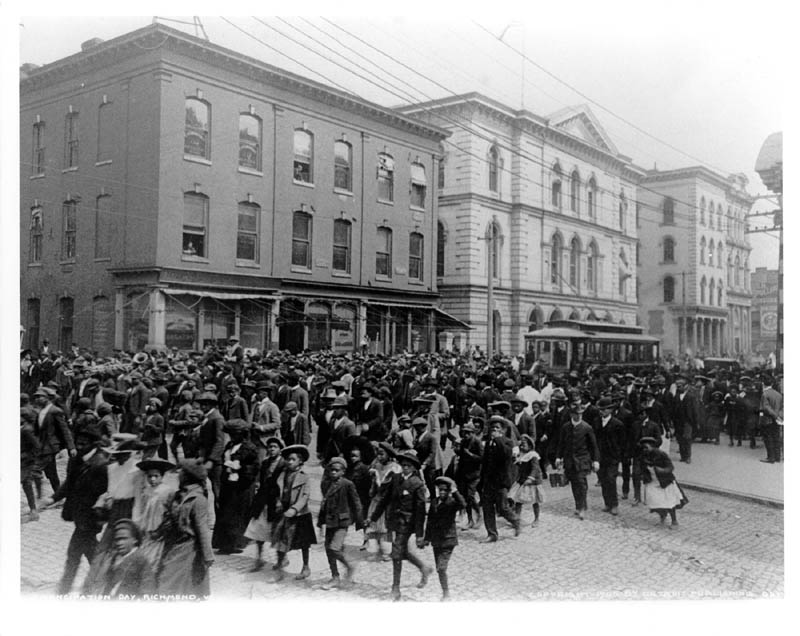
1905年，弗吉尼亚州里士满庆祝解放日

加尔维斯顿之前的奴隶们在听到公告之后跑到大街上欢庆，尽管之后的很多年，他们还要努力工作，以对抗白人的阻挠。但是在第二年，获得自由的人在德州组织了第一次年度六月节庆典。在一些城市，受州立公共设施的种族隔离限制，民主党人禁止黑人使用公共公园。在德州各地，获得自由的黑人转而集资购置土地来举办庆祝活动，休斯顿的解放公园，梅克西亚的布克·华盛顿公园，奥斯汀的解放公园等均因此建立。

### 吉姆克劳法时期节日的衰落
在20世纪初，经济和政治力量导致六月节的庆祝活动减少。从1890年到1908年，德州和其他原来的邦联州都通过了新的宪法和修正案，实际上剥夺了黑人的公民权，将他们排除在政治进程之外。白人民主党占统治地位的州通过了吉姆克劳法，以加强黑人的二等地位。经济大萧条迫使许多黑人离开农场去城市找工作。在城市环境中，这些非裔美国人很难请一天假来庆祝这个节日。从1940年到1970年的第二波大迁徙中，500多万黑人离开德州，路易斯安那州和南部的其他地区来到北部和西部海岸，在那里他们可以为第二次世界大战的国防工业工作。正如历史学家威尔克森•伊莎贝尔写到：“来自德州的人们将六月节带到了洛杉矶、奥克兰、西雅图和其他他们去到的地方。”

### 1960年代起节日的复兴
到20世纪五六十年代，民权运动将非裔美国青年的集中于努力争取种族平等，改变他们的未来。但是很多人将他们的努力与历史上他们祖先的努力联系到了一起。在接下来的1968年，拉尔夫·阿伯内西在华盛顿特区发起穷人运动，很多参加者回到家里，在那些之前没有庆祝过六月节的地方开始了六月节的庆祝活动。
自20世紀80年代到90年代，六月节在非裔美国人群体中被更为广泛地庆祝。1994年，一群社团领导人聚集到路易斯安那州的新奥尔良基督教团结浸信会教堂，一起商讨全国性的六月节庆祝活动。 1994年保罗在密歇根州的弗林特开始了六月节的社区庆祝活动，正如他所说，“……这是我们快乐的一天。” 六月节的非正式纪念活动已经传播到其他的州，包括缅因州的波特兰，其中一部分是由得克萨斯州人传播的。海外侨民也在其他城市庆祝，比如巴黎。除了那些个人团体以外，一些驻扎在其他国家的美国士兵也会庆祝这个节日。
国家六月节纪念基金会等组织正在努力争取国会批准六月节为一个国家纪念日，其他人正在努力准备世界范围内的150周年纪念日庆祝活动。

### 法定地位的确立
在1980年，德州第一个将六月节作为州立节日，由民主党州众议员爱德华提出然后立法确定。意外的是，该项立法遭到了达拉斯郡的非裔美国人代表克雷的反对，他认为六月节是一个“虚伪的节日”，因为解放奴隶宣言发布的日子本在1863年1月1日，而不是最后在德州公布的两年半后。 六月节是一个“部分员工的假期”，州办公部门不应该放假，只有部分职员以“浮休”的方式放假。公立学校并没有受到影响，因为6月19号已经进入暑假。
到2008年，美国接近一半的州将六月节视为一个正式的节日来庆祝。2014年5月，经马里兰州议会批准，正式承认该节日，至此，美国50个州中有43个州以及哥伦比亚特区已经认可了六月节作为一个州立节日或正式节假日，当天会休假庆祝。还没有认可的州包括亚利桑那州，夏威夷，新罕布夏州，北达科他州和犹他州。
1996年，由芭芭拉-罗斯·科斯林（D-MI）发起的美国众议院的众议院第195号决议，介绍了认可“六月独立日”的第一部立法。1997年，国会通过参议院联合决议第11号文件和众议院联合第56号决议文件，确认通过了这个节日。2013年，美国参议院通过了参议院第175号决议承认了卢拉·布里格斯·洛维（前六月节国际协会主席）对“成功地使六月节得到国家认可”所做的贡献，并可继续担任国家六月节纪念基金会的领导工作。
2021年6月15日，美国参议院一致通过将六月节确定为联邦法定假日的议案，隔天众议院再以415票支持、14票反对，表决通过。總統拜登於6月17日簽署法案生效，將六月節定為紀念美國廢除奴隸制的全國性節日，政府表示多數聯邦僱員可在首個節日放假慶祝。